# Piotr Buszewski
Piotr Buszewski (ur. 1992) – polski śpiewak operowy (tenor).
Absolwent Uniwersytetu Muzycznego Fryderyka Chopina w Warszawie. Uczył się również m.in. w Juilliard School of Music i Academy of Vocal Arts w Filadelfii. Laureat VI nagrody X Międzynarodowego Konkursu Wokalnego im. Stanisława Moniuszki w 2019. Śpiewał m.in. w Metropolitan Opera (debiut w 2023 jako Kawaler de la Force w Dialogach karmelitanek Poulenca), Royal Opera House (Cassio, Otello Verdiego), a także w Operze Wrocławskiej, Oper Leipzig, Opernhaus Graz, San Diego Opera, Staatsoper Unter den Linden, Staatsoper Hamburg, Teatrze Wielkim – Operze Narodowej w Warszawie.